# Clara Staiger
Clara Staiger (Schongau, 19 november 1588 - Eichstätt, 25 december 1656) was een augustijner koorvrouw en tussen 1632 en haar dood priorin van het Beierse Klooster van Marienstein. Vanaf 1632 hield ze een dagboek bij dat bewaard is gebleven en dat een beeld geeft van de gevolgen van de Dertigjarige Oorlog voor de gewone bevolking.
Staiger werd al op elfjarige leeftijd ingeschreven in het Klooster van Marienstein bij Eichstätt. Op 43-jarige leeftijd, in juni 1632, werd ze priorin van het klooster. In de jaren 1633-1635 had de streek van Eichstätt zwaar te lijden onder Zweedse en katholieke troepen, die Eichstätt om de beurt bezetten en de bevolking afpersten. Staiger en haar medezusters moesten enkele keren het klooster ontvluchten. In het najaar van 1634 konden ze definitief naar het grotendeels verwoeste klooster terugkeren.